# Virtualni kongres studenata dentalne medicine
Virtualni kongres studenata dentalne medicine (engl. The Virtual World Congress of Dental Students) inovativan je projekt udruge studenata dentalne medicine (USDM) u Zagrebu, Hrvatska, realiziran uz pomoć  Sveučilišnog računskog centra (Srce) i Stomatološkog fakulteta Sveučilišta u Zagrebu. 

## Povijest
Projekt je udruga pokrenula u sklopu svojih međunarodnih aktivnosti i aktivnosti usmjerenih na poticanje znanstvene aktivnosti studenata, a zamišljen je kao kontinuirani način da svake godine u otprilike isto doba okuplja studente i profesore iz područja dentalne medicine. On okuplja brojne studente i profesore s pet kontinenata. Projekt je jedinstven po tome što se studentski kongres u trajanju od tri dana u potpunosti odvija putem interneta čime se, u odnosu na konvencionalni način sudjelovanja u stručnim kongresima, postiže ušteda vremena i sredstava, a povećava produktivnost. Jedan je od nekoliko virtualnih kongresa koji se održavaju u svijetu, te prvi takvog tipa za studente dentalne medicine. Ideja je projekta dati svakom studentu dentalne medicine, osobito onima koji nisu u mogućnosti prisustvovati klasičnim kongresima, priliku prezentirati svoj znanstveni rad kolegama i profesorima. Dakle, projekt omogućava studentima dentalne medicine iz cijeloga svijeta besplatno sudjelovanje na kongresu uz mogućnost predstavljanja znanstvenog rada te pruža priliku za povezivanje s kolegama i stručnjacima iz inozemstva. Cilj je potaknuti studente na znanstveni rad i poboljšati komunikaciju i suradnju među fakultetima. Svatko može sudjelovati i izmijeniti iskustva, ideje i znanja s brojnim studentima i profesorima iz svih krajeva svijeta.

## Održavanje kongresa
Sudionici
Na kongresu sudjeluju studenti i profesori s pet kontinenata, iz Kine, Indije, SAD-a, Irana, Brazila, Egipta, Pakistana, Bangladeša, Ruande, Armenije, Saudijske Arabije, Ujedinjenog Kraljevstva, Nizozemske, Estonije, Rusije, Švicarske, Grčke, Turske, Italije, Rumunjske, Srbije, Bugarske, Albanije, Slovačke, Latvije, Makedonije i Hrvatske te predstavnici profesionalnih dentalnih organizacija (Svjetski dentalni savez i International Association for Dental Research). U predavaonicama Stomatološkog fakulteta u Zagrebu tijekom tri dana organizira se prijenos kongresa uživo za sve zainteresirane studente i osoblje.
eOralne prezentacije
Najbolji studentski radovi predstavljaju se u obliku eOralnih prezentacija u trajanu od 10 minuta. Nakon svakog prikazivanja predviđeno je do 5 minuta za pitanja i odgovore. Studentima predstavljačima daje se mogućnost da nekoliko dana prije kongresa isprobaju konferencijsku programsku podršku i hardver (mikrofon i kamera) te im se šalju detaljne upute za podešavanje računala i mreže te korištenje Adobe connect pro softvera.
ePosteri
Studentski radovi koji ne zadovoljavaju najviše zahtjeve ili su prema mišljenju recenzenata prikladniji za predstavljanje u obliku plakata, predstavljaju se tijekom 5 minuta, a nakon svakog izlaganja predviđeno je do 5 minuta za pitanja i odgovore. Studentima koji predstavljaju plakate također se daje mogućnost da nekoliko dana prije kongresa isprobaju konferencijsku programsku podršku i hardver (mikrofon i kamera) te im se šalju detaljne upute za podešavanje računala i mreže te korištenje Adobe connect pro softvera.
Prezentacije studentskih organizacija
Tijekom zadnjeg dana kongresa održavaju se prezentacije studentskih organizacija – European Dental Students' Association i Asian Pacific Dental Student Association. Predstavnici organizacija imaju predavanja o mogućnostima za studente i studentskim projektima s naglaskom na znanstveno-istraživački i volonterski rad, a sudionici uvijek imaju priliku postaviti pitanja.

## Vanjske poveznice
- Virtualni kongres studenatat dentalne medicine  Arhivirana inačica izvorne stranice od 6. siječnja 2013. (Wayback Machine)
- Stomatološki fakultet Zagreb
- Sveučilišni računski centar[neaktivna poveznica]
- Hrvatska komora dentalne medicine  Arhivirana inačica izvorne stranice od 4. ožujka 2016. (Wayback Machine)
- Acta stomatologica croatica  Arhivirana inačica izvorne stranice od 5. ožujka 2016. (Wayback Machine)
- FDI, Svjetski dentalni savez  Arhivirana inačica izvorne stranice od 6. ožujka 2013. (Wayback Machine)